# القديسة إيسيدورا
القديسة إيسيدورا (بالإنجليزية: Saint Isidora)‏‏ (القرن 4 - 365 ) راهبة من مصر.